# Mana Iwabuchi
Pour les articles homonymes, voir Iwabuchi.
Mana Iwabuchi (岩渕 真奈, Iwabuchi Mana), née le 18 mars 1993 à Tokyo, est une ancienne footballeuse internationale japonaise. Elle compte 89 sélections avec les Nadeshiko.

## Biographie

### Carrière en club

#### Les débuts à Tokyo
Mana Iwabuchi commence à jouer au niveau senior dès l'âge de 14 ans, avec le NTV Beleza en 2007. Elle y remporte trois championnats, accompagnés de deux coupes de l'impératrice et trois coupes de la ligue.

#### Une première expérience européenne en Allemagne
Mana Iwabuchi s'engage en novembre 2012 avec le TSG 1899 Hoffenheim, qui évolue en seconde division allemande.
Elle rejoint ensuite le Bayern Munich. C'est un des éléments clés de l'équipe bavaroise qui décroche le titre en championnat en 2014-2015,. Elle se blesse et manque la première moitié de la saison suivante, mais est de retour pour soulever un deuxième trophée consécutif en championnat la saison suivante.

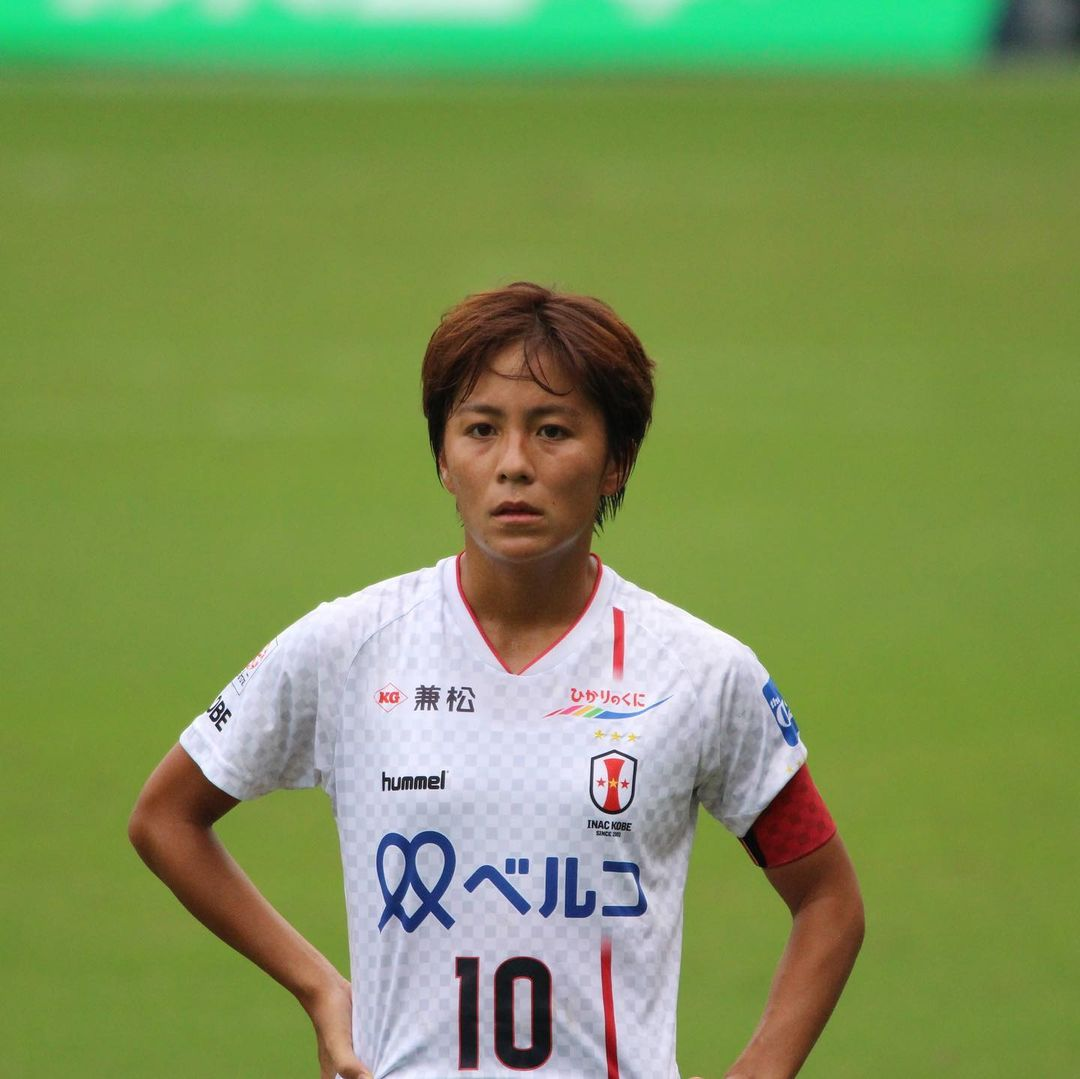
Mana Iwabuchi en 2020 avec le maillot de l'INAC Kobe Leonessa.

Elle retourne au Japon en 2017 et s'engage pour le Kobe Leonessa, où elle joue quatre saisons.

#### La fin de carrière en Angleterre
En décembre 2020, Iwabuchi rejoint Aston Villa en championnat anglais. Elle brille dès son premier match avec un but et une passe décisive face à Reading et participe au maintien du club villan, avant d'être recrutée par Arsenal six mois plus tard. Elle brille à ses débuts, avec notamment un doublé inscrit en Ligue des champions face au PSV. Mais des blessures brisent sa trajectoire et elle finit par ne plus jouer avec les Gunners.
Le 19 janvier 2023, elle est prêtée chez le rival Tottenham, pour obtenir du temps de jeu avant le mondial. Elle ne parvient pas non plus à briller avec les Hotspurs, et n'est pas sélectionnée pour la coupe du monde. En septembre 2023, elle prend sa retraite.

### Carrière internationale
Mana Iwabuchi fait partie de la sélection japonaise présente lors de la Coupe du monde féminine de football des moins de 17 ans 2008 qui termine son parcours en quarts de finale après avoir notamment étrillé la France 7-1. Elle est ensuite quart-de-finaliste de la Coupe du monde féminine de football des moins de 20 ans 2010.

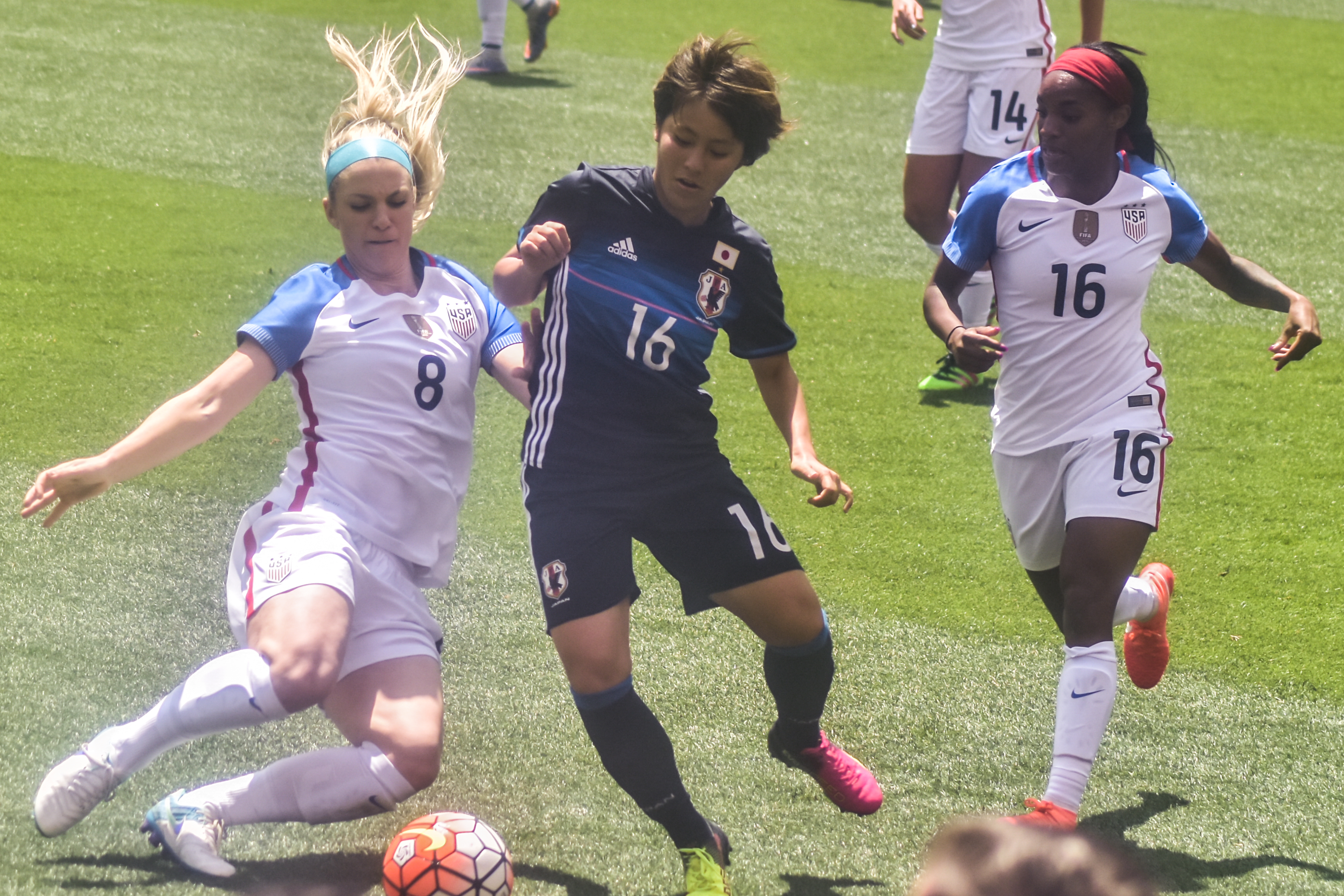
Iwabuchi face aux Américaines Julie Johnston et Crystal Dunn.

Elle fait ses débuts en équipe première en 2010 et remporte la Coupe du monde 2011, participant à tous les matchs dont la finale remportée face aux États-Unis. Elle dispute les Jeux olympiques d'été de 2012 à Londres ; les Japonaises sont défaites en finale par les États-Unis.
Lors de la coupe du monde 2015, elle est encore la plus jeune joueuse de sa sélection, qui est battue en finale par les États-Unis. Entrée en fin de match en quarts de finale face à l'Australie, elle inscrit le seul but de la rencontre à la 87e minute.
Elle participe également à la Coupe du monde 2019. Elle inscrit deux buts en phase de poules mais ne peut empêcher l'élimination prématurée de son équipe en huitième de finale.
Elle participe aux Jeux olympiques de Tokyo, dans sa ville natale, en 2021, mais malheureusement ne peut pas profiter de son public, les matches se déroulant à huis clos à cause de la pandémie de covid-19.
En 2023, après une saison compliquée à Arsenal puis à Tottenham, le sélectionneur japonais Futoki Isheda ne l'appelle pas pour la coupe du monde.

## Palmarès

### En club
NTV Beleza
- Championnat du Japon (3) :
  - Championne en 2007, 2008 et 2010
- Coupe du Japon (2) :
  - Vainqueure en 2008 et 2009
- Coupe de la ligue japonaise (3) :
  - Vainqueure en 2007, 2010 et 2012

 TSG 1899 Hoffenheim
- Deuxième division allemande (1) :
  - Championne en 2012-2013

 Bayern Munich
- Championnat d'Allemagne (2) :
  - Championne en 2014-2015 et 2015-2016

### En sélection nationale
- Vainqueur de la Coupe du monde féminine de football 2011
- Médaille d'argent aux Jeux olympiques d'été de 2012
- Médaille d'argent aux Coupe du monde féminine de football 2015

## Style de jeu
Mana Iwabuchi excelle au poste de meneuse de jeu, où la qualité de ses dribbles, la précision de ses passes et sa vision du jeu en font une arme redoutable pour lancer les attaquantes de son équipe vers le but,.